# Władysław Miodunka
Władysław Miodunka (ur. 1 stycznia 1945 w Wojsławiu, zm. 24 kwietnia 2024 w Krakowie) – polski filolog, profesor, prorektor Uniwersytetu Jagiellońskiego.

## Życiorys
W 1967 ukończył studia polonistyczne na Wydziale Filologicznym UJ. Rok później został zatrudniony w Zakładzie Językoznawstwa Instytutu Filologii Polskiej na tej uczelni. W 1973 uzyskał stopień naukowy doktora, habilitował się w 1979. W latach 1980–2004 pracował w Instytucie Badań Polonijnych. W 1991 został profesorem nauk humanistycznych.
W swoich badaniach zajmuje się w szczególności językoznawstwem polonistycznym oraz językoznawstwem stosowanym do nauczania języków obcych i studiów etnicznych, a także zagadnieniom bilingwizmu. Opublikował m.in. cztery monografie oraz kilka podręczników (w tym pierwszy do nauki języka polskiego w Brazylii). Autor serii Cześć, jak się masz?, jest jednym z pionierów glottodydaktyki polonistycznej.
Pod koniec lat 70. kierował Studium Języka Polskiego dla Cudzoziemców, w 1980 był twórcą Zakładu Językoznawstwa Stosowanego. W 2001 należał do organizatorów Katedry Ameryki Łacińskiej w Instytucie Studiów Regionalnych UJ. Od 2001 do 2002 pełnił funkcję prodziekana Wydziału Studiów Międzynarodowych i Politycznych Uniwersytetu Jagiellońskiego, w 2002 został powołany na stanowisko prorektora tej uczelni do spraw polityki kadrowej i finansowej.
Był sekretarzem naukowym (1984-1988) i przewodniczącym (1996-2002) Komitetu Badań nad Migracjami Ludności i Polonią Polskiej Akademii Nauk. Od 2003 stał na czele działającej przy MEN Państwowej Komisji Poświadczania Znajomości Języka Polskiego jako Obcego. Od 1 stycznia 2005 kierował Centrum Języka i Kultury Polskiej w Świecie.
Prowadził także wykłady na uczelniach zagranicznych, w tym w Tuluzie, Kurytybie, na amerykańskich Uniwersytetach Wayne State i Stanforda, a także na Uniwersytecie Moskiewskim.
W 2004 został laureatem Nagrody im. Ireny i Franciszka Skowyrów.

## Wybrane publikacje
- Bilingwizm polsko-portugalski w Brazylii. W stronę lingwistyki humanistycznej, 2003
- Cześć, jak się masz?, od 1993
- Funkcje zaimków w grupach nominalnych współczesnej polszczyzny mówionej, 1974
- Podstawy leksykologii i leksykografii, 1989
- Polska po polsku = Poland in Polish = La Pologne en polonais. Podręcznik języka polskiego dla początkujących (współautor), 1986
- Prononciation polonaise pour les francophones, 1987
- Uczmy się polskiego = Let's learn Polish, od 1996
- Zmiany w metodach nauczania języka polskiego jako obcego w latach 1978-1987, 1990